# غاستون باريس
غاستون باريس (بالفرنسية: Gaston Paris)‏ هو مختص في الدراسات القروسطية ‏ وبروفيسور ومؤرخ فرنسي، ولد في 9 أغسطس 1839 في Avenay-Val-d'Or ‏ في فرنسا، وتوفي في 5 مارس 1903 في كان في فرنسا.

## وصلات خارجية
- غاستون باريس على موقع الموسوعة البريطانية (الإنجليزية)
- غاستون باريس على موقع ديسكوغز (الإنجليزية)